# Discografia de Shaggy
Esta é a discografia do cantor jamaicano Shaggy.

## Álbuns de estúdio
| Informações do álbum                          | Posições nos gráficos | Posições nos gráficos | Posições nos gráficos | Posições nos gráficos | Posições nos gráficos | Posições nos gráficos | Posições nos gráficos | Posições nos gráficos | Posições nos gráficos |
| Informações do álbum                          | EUA                   | RU                    | ALE                   | SUI                   | AUT                   | FRA                   | HOL                   | NZ                    | SUE                   |
| --------------------------------------------- | --------------------- | --------------------- | --------------------- | --------------------- | --------------------- | --------------------- | --------------------- | --------------------- | --------------------- |
| Pure Pleasure - Lançado: 1993 - RIAA:/        | -                     | 67                    | 75                    | -                     | 11                    | 32                    | 56                    | 10                    | -                     |
| Original Doberman - Lançado: 1994 - RIAA:/    | -                     | -                     | -                     | -                     | -                     | -                     | -                     | -                     | -                     |
| Boombastic - Lançado: 1995 - RIAA: Platina    | 34                    | 37                    | 24                    | -                     | 25                    | 35                    | 33                    | 10                    | -                     |
| Midnite Lover - Lançado: 1997 - RIAA: Platina | -                     | -                     | -                     | -                     | -                     | -                     | -                     | -                     | -                     |
| Hot Shot - Lançado: 2000 - RIAA: 6x Platina   | 1                     | 1                     | 1                     | -                     | 2                     | 2                     | 3                     | 1                     | -                     |
| Lucky Day - Lançado: 2002 - RIAA: Ouro        | 24                    | 54                    | 35                    | 38                    | 20                    | 38                    | 46                    | 38                    | -                     |
| Clothes Drop - Lançado: 2005 - RIAA:/         | 144                   | -                     | 62                    | 31                    | 61                    | 111                   | -                     | -                     | -                     |
| Intoxication - Lançado: 2007 - RIAA:/         | -                     | -                     | -                     | 95                    | -                     | -                     | -                     | -                     | -                     |

## Compilações
- 1999 - Ultimate Shaggy Collection
- 2002 - Hot Shot Ultramix
- 2002 - Mr. Lover Lover - The Best of Shaggy... Part 1
- 2003 - Boombastic Hits
- 2004 - The Essential Shaggy
- 2008 - Best of Shaggy: The Boombastic Collection

## Singles
| Ano  | Título                                               | Posições nos gráficos | Posições nos gráficos | Posições nos gráficos | Posições nos gráficos | Posições nos gráficos | Posições nos gráficos | Posições nos gráficos | Posições nos gráficos | Álbum                                     |
| Ano  | Título                                               | EUA                   | RU                    | AUS                   | ALE                   | AUT                   | SUI                   | HOL                   | NZ                    | Álbum                                     |
| ---- | ---------------------------------------------------- | --------------------- | --------------------- | --------------------- | --------------------- | --------------------- | --------------------- | --------------------- | --------------------- | ----------------------------------------- |
| 1993 | "Oh Carolina"                                        | 59                    | 1                     | 5                     | 3                     | 2                     | 3                     | 6                     | —                     | Pure Pleasure                             |
| 1993 | "Soon Be Done"                                       | —                     | 46                    | —                     | —                     | —                     | —                     | —                     | 28                    | Pure Pleasure                             |
| 1995 | "In the Summertime" (feat. Rayvon)                   | 3                     | 5                     | 14                    | 60                    | 35                    | —                     | 21                    | 4                     | Boombastic                                |
| 1995 | "Boombastic"                                         | 3                     | 1                     | 1                     | 3                     | 2                     | 3                     | 4                     | 1                     | Boombastic                                |
| 1996 | "Why You Treat Me So Bad" (feat. Grand Puba)         | 108                   | 11                    | —                     | —                     | —                     | —                     | 47                    | 20                    | Boombastic                                |
| 1996 | "Something Different" (feat. Ken Boothe)             | —                     | 21                    | —                     | —                     | —                     | —                     | —                     | 22                    | Boombastic                                |
| 1996 | "That Girl" (dueto com Maxi Priest)                  | 20                    | 15                    | 7                     | 52                    | 29                    | 29                    | 35                    | 10                    | Midnite Lover                             |
| 1997 | "Piece of My Heart" (feat. Marsha Ambrosius)         | 72                    | 7                     | —                     | —                     | —                     | —                     | —                     | 6                     | Midnite Lover                             |
| 1998 | "Luv Me, Luv Me" (feat. Samantha Cole/Janet Jackson) | 76                    | 5                     | 10                    | 36                    | 23                    | 13                    | 24                    | 34                    | Hot Shot                                  |
| 2000 | "Dance & Shout"                                      | 104                   | 19                    | —                     | 52                    | —                     | 75                    | 85                    | —                     | Hot Shot                                  |
| 2001 | "It Wasn't Me" (feat. Rikrok)                        | 1                     | 1                     | 1                     | 4                     | 3                     | 2                     | 1                     | 6                     | Hot Shot                                  |
| 2001 | "Angel" (feat. Rayvon)                               | 1                     | 1                     | 1                     | 1                     | 1                     | 1                     | 1                     | 4                     | Hot Shot                                  |
| 2001 | "Hope"                                               | 104                   | 19                    | —                     | —                     | 3                     | 40                    | 7                     | 34                    | Hot Shot                                  |
| 2002 | "Me Julie" (com Ali G)                               | —                     | 2                     | 13                    | 12                    | 11                    | 33                    | 6                     | 37                    | Ali G Indahouse - Da Soundtrack           |
| 2002 | "Hey Sexy Lady" (feat. Brian & Tony Gold)            | —                     | 10                    | 4                     | 10                    | 9                     | 18                    | 4                     | 29                    | Lucky Day                                 |
| 2003 | "Strength of a Woman"                                | 119                   | —                     | 31                    | 23                    | 14                    | 26                    | 67                    | 50                    | Lucky Day                                 |
| 2003 | "Get My Party On" (feat. Chaka Khan)                 | —                     | —                     | 41                    | 20                    | 26                    | 33                    | —                     | —                     | Lucky Day                                 |
| 2005 | "Wild 2Nite" (feat. Olivia)                          | —                     | 61                    | —                     | 40                    | —                     | 26                    | 59                    | —                     | Clothes Drop                              |
| 2006 | "Ultimatum" (feat. Na'sha)                           | —                     | 76                    | —                     | —                     | —                     | 66                    | —                     | —                     | Clothes Drop                              |
| 2007 | "Church Heathen"                                     | —                     | —                     | —                     | —                     | —                     | —                     | —                     | —                     | Intoxication                              |
| 2007 | "Bonafide Girl" (feat. Rikrok)                       | —                     | —                     | —                     | 71                    | —                     | —                     | —                     | —                     | Intoxication                              |
| 2008 | "What's Love" (feat. Akon)                           | —                     | —                     | —                     | 50                    | —                     | —                     | —                     | —                     | Intoxication                              |
| 2008 | "Feel the Rush" (feat. Trix & Flix)                  | —                     | —                     | —                     | 1                     | 2                     | 22                    | 69                    | —                     | Best of Shaggy: The Boombastic Collection |

## Participações
- "Toro Toro" com Machel Montano do álbum Charge de 1998.
- "Waste A Time" de Cutty Ranks álbum Six Million Ways to Die de 1996.
- "I Got You Babe" (com Merril Bainbridge) AUS Singles #62 em 1998.
- "Christmas in Jamaica" (com Toni Braxton) em 2001.
- "Gebt das Hanf frei!" (com Stefan Raab) Alemanha #4 em 2002.
- "Your Eyes" (com Ricardo "RikRok" Ducent) RU #57 em 2004.
- "All Through the Night" com Cyndi Lauper do álbum The Body Acoustic em 2005.
- "Rain" de Heather Headley do álbum In My Mind em 2006.
- "Famous" de Ai do álbum What's Goin' on A.I. em 2006.
- "Feel Like Makin' Love (com Lumidee) em 2007.
- "The Way We Roll (Remix)" com Elephant Man e Busta Rhymes de Let's Get Physical em 2007.
- "Donya" (com Arash) em 2008.
- "Wining Season" com Machel Montano do álbum Flame on em 2008.
- "Like a Superstar" (com Trix & Flix) Alemanha #100 em 2008.
- "I Ned Your Love" (Com Mohombi, Costi, Faydee) Em 2014
- "Te Quiero Mas"(Com Don Omar, Faydee, Costi, Farruko, Mohombi) Em 2015
- "Sunset"(Com Farruko,  Nicky Jam) Em 2015
- "Let Me Love You"(Com Mohombi, DJ Rebel) Em 2016